# 和田嘉訓
和田 嘉訓（わだ よしのり、1935年10月16日 - 2012年7月12日）は、日本の映画監督、脚本家である。デビュー作『自動車泥棒』で安岡力也をデビューさせたことで知られる。

## 人物・来歴
1935年（昭和10年）10月16日、愛媛県松山市に生まれる。教育者である父の仕事の都合で1945年の終戦までは中国の天津で幼年期を過ごし、その後18歳の松山新田高校を卒業するまでは再び松山市で育つ。
1958年に東京大学教育学部を卒業し、東宝に入社する。1960年（昭和36年）8月14日に公開された稲垣浩監督の『ふんどし医者』で、丸輝夫、高瀬昌弘に次ぐサード助監督としてクレジットされているのが、記録に残る最初の演出歴である。満26歳を迎える1961年（昭和36年）4月25日に公開された、黒澤明監督の『用心棒』に、森谷司郎、出目昌伸、吉松安弘に次ぐフォース助監督としてクレジットされている。古澤憲吾、坪島孝、杉江敏男らに師事し、助監督として「クレージー映画」に携わる。東宝から発売されているDVD「黒澤明 : THE MASTERWORKS」などに特典として収められているメイキング映像では、『用心棒』や『椿三十郎』撮影時の写真で、役者に血糊を仕込んでいる助監督時代の和田の姿などをに見ることができる。
満29歳を迎える1964年（昭和39年）、自らのオリジナル脚本による劇場用映画『自動車泥棒』の監督に抜擢され、同作は同年10月4日に公開される。アヴァンギャルドな手法も取り入れ、劇内容とも相まった野心と熱意溢れる和田のデビュー作であった。前年末の杉江敏男監督の『香港クレージー作戦 CRAZYCATS GO TO HONGKONG』では、まだサード助監督であり、同作でチーフ助監督を務めた野長瀬三摩地、セカンド助監督を務めた浅野正雄は同時点で劇場用映画の監督に昇進しておらず、助監督部の先輩である森谷司郎、松森健、坂野義光、出目昌伸、渡辺邦彦、吉松安弘、谷清次、錦織正信、長野卓、西村潔、砂原博泰、松江陽一、児玉進も同様、かろうじて『クレージー作戦 くたばれ!無責任』のチーフ助監督の木下亮が同年『男嫌い』で監督昇進したばかりであり、異例の抜擢であった。『キネマ旬報』1964年11月上旬号の『特別座談会 新人監督と日本映画の条件』に、河辺和夫、熊井啓、佐藤純弥、前田陽一ら各社の監督とともに出席している。
しかしながら、公開が東京オリンピック開催とほぼ同時期であった自動車泥棒の観客動員は思わしくないものであった。3年後の1967年（昭和42年）4月29日に公開された坪島孝監督の『クレージー黄金作戦』において、『ホテル・リヴィエラ・ショー』のシークエンスの演出を任されるまで、沈黙を余儀なくされる。同年10月28日に公開された、『ドリフターズですよ!前進前進また前進』で再び監督に起用され、以降「ドリフターズですよ!」シリーズ全5作のうち、同作含めて3作を監督することになる。『ドリフターズですよ!前進前進また前進』のクランク・インの日、1967年（昭和42年）8月31日早朝に長男が誕生したため、この日の撮影は全キャスト・スタッフの意向で早々に切り上げ、長男誕生を祝う盛大な宴を行いながら、妻と長男との面会予定の夜までの時間を過ごした。
1968年（昭和43年）4月10日に公開された『ザ・タイガース 世界はボクらを待っている』でザ・タイガースを、同年11月2日に公開された『コント55号 世紀の大弱点』でコント55号を主演とした、当時のアイドル、コメディアンの映画を手がけ、1970年（昭和45年）10月31日に公開された『銭ゲバ』を監督するが、これが劇場公開された和田の最後の作品となる。2年後の1972年（昭和47年）には、『銭ゲバ』を製作した近代放映で、ピート・マック・ジュニアを主演に新作『脱出』を監督するが、演じられた内容があさま山荘事件と似ているということだけの理由で同作を公開しないと東宝が決定してしまう。間もなく当時の映画界に和田はキッパリと別れを告げ、東宝を退社、ソニーに入社する。五反田本社およびCDIヴィデオ・センターにて社に関する多数の映像などを広報部にて指揮・制作。1985年のつくば万博のソニー・パヴィリオンであるジャンボトロンでは総指揮を務める。
2012年（平成24年）7月12日、心筋梗塞のため死去した。享年78（満76-77歳没）。同年同月現在、東京国立近代美術館フィルムセンターは、和田の監督した作品のうち『ザ・タイガース 世界はボクらを待っている』のみを所蔵している。クレジットされた作品のうちでは、『用心棒』、『ニッポン無責任野郎』、『クレージー黄金作戦』 が同センターに所蔵されている。

## フィルモグラフィ
文化庁「日本映画情報システム」、および日本映画データベース、キネマ旬報映画データベースに掲載されている作品の一覧。タイトルが太字のものが監督作品である。雑誌『映画評論』に発表された未映画化シナリオも時系列に挙げた。
- 『ふんどし医者』 : 監督稲垣浩、製作・配給東宝、1960年8月14日公開 - 監督助手[7]
- 『大坂城物語』 : 監督稲垣浩、製作・配給東宝、1961年1月3日公開 - 監督助手[7]
- 『用心棒』 : 監督黒澤明、製作東宝/黒澤プロダクション、配給東宝、1961年4月25日公開（フィルムセンター所蔵[12]） - 監督助手
- 『アワモリ君売出す』 : 監督古澤憲吾、製作・配給東宝、1961年7月30日公開 - 監督助手[7]
- 『ゲンと不動明王』 : 監督稲垣浩、製作・配給東宝、1961年9月17日公開 - 監督助手[7]
- 『椿三十郎』 : 監督黒澤明、製作東宝/黒澤プロダクション、配給東宝、1962年1月1日公開 - 監督助手[7]
- 『日本一の若大将』 : 監督福田純、製作・配給東宝、1962年7月14日公開 - 監督助手[7]
- 『ニッポン無責任野郎』 : 監督古澤憲吾、製作・配給東宝、1962年12月23日公開（フィルムセンター所蔵[12]） - 監督助手
- 『六本木の夜 愛して愛して』 : 監督岩内克己、製作・配給東宝、1963年1月29日公開 - 監督助手[7]
- 『社長外遊記』 : 監督松林宗恵、製作・配給東宝、1963年4月28日公開 - 監督助手[7]
- 『続 社長外遊記』 : 監督松林宗恵、製作・配給東宝、1963年5月29日公開 - 監督助手[7]
- 『クレージー作戦 くたばれ!無責任』 : 監督坪島孝、製作・配給東宝、1963年10月26日公開 - 監督助手
- 『香港クレージー作戦 CRAZYCATS GO TO HONGKONG』 : 監督杉江敏男、製作・配給東宝、1963年12月22日公開 - 監督助手
- 『ひばり チエミ いづみ 三人よれば』 : 監督杉江敏男、製作・配給東宝、1964年5月16日公開 - 監督助手 [7]
- 『シナリオ 今昔物語』 : 1964年8月発表（未映画化シナリオ）[13]
- 『自動車泥棒』 : 製作・配給東宝、1964年10月4日公開（映倫番号13598） - 監督・脚本 ※監督第1作
- 『蠍たち』 : 1965年4月発表（未映画化シナリオ）[14]
- 『空飛ぶ戦艦』 : 1966年発表（未映画化シナリオ）※関沢新一との共同
- 『ダウンビート』 : 1966年1月発表（未映画化シナリオ）[15]
- 『クレージー黄金作戦』 : 監督坪島孝、製作東宝/渡辺プロダクション、配給東宝、1967年4月29日公開（フィルムセンター所蔵[11]） - 「ホテル・リヴィエラ・ショー」部分（使用曲「ウナ・セラ・ディ東京」）の演出（クレジットは「監督」）
- 『あゝ荒野』 : 原作寺山修司、1967年6月発表（未映画化シナリオ）[16]
- 『ドリフターズですよ!前進前進また前進』 : 製作東宝/渡辺プロダクション、配給東宝、1967年10月28日公開（映倫番号15072）
- 『ザ・タイガース 世界はボクらを待っている』 : 製作東宝/渡辺プロダクション、配給東宝、1968年4月10日公開（映倫番号15289、フィルムセンター所蔵[11]）
- 『ドリフターズですよ!冒険冒険また冒険』 : 製作東宝/渡辺プロダクション、配給東宝、1968年9月21日公開（映倫番号15411）
- 『コント55号 世紀の大弱点』 : 製作・配給東宝、1968年11月2日公開（映倫番号15574）
- 『ドリフターズですよ!全員突撃』 : 製作東宝/渡辺プロダクション、配給東宝、1969年4月27日公開（映倫番号15845）
- 『銭ゲバ』 : 製作近代放映、配給東宝、1970年10月31日公開（映倫番号16519）
- 『脱出』 : 製作近代放映、配給東宝、1972年製作（未公開） - 監督・脚本
- 『ゴルゴ13』 : リイド社、1990年発売 - 演出